# Get Ride! アムドライバー 〜相克の真実〜
『GetRide!アムドライバー相克の真実』(ゲットライド!アムドライバーそうこくのしんじつ)は、コナミより2005年3月24日に発売されたPlayStation 2用アクションゲームである。テレビアニメ『Get Ride! アムドライバー』を原作としている。

## ストーリー
近未来、世界中に謎の侵略者「バグシーン」が突如襲来しそれらに対抗できる唯一の存在「アムドライバー」が日夜戦う世界
ピープル（一般市民）は彼らの活躍に歓喜し、その雄姿を称え強大な力に熱狂した。
だがアムドライバーとバグシーンとの関係が政府が演じた自作自演だと暴露され
状況が一変、政府である連邦評議会と反政府勢力のジャスティスアーミーとの抗争へと発展していった
主人公ジェナス率いるピュアアムドライバー達はこの戦争を止めるべく活動し、
真実はどこにあるのか戦いながら探し続けていた。
そんな中、政府側の重要拠点をジャスティスアーミーが強襲し、戦いは新たな局面を迎えようとしていた・・・。

## システム
戦闘
プレイヤーはミッションスタート前に編成画面で操作する「プレイヤーユニット」を一人選び、ＣＰＵが操作する僚機「パートナーユニット」を二人選び戦う
戦術画面
プレイヤーユニットを動かし自身のから円形に表示される射程であるサーチエリアに敵を捉えバトルをしかける。最大で4体の敵と戦うことができ、パートナーユニットが近くにいれば協力して戦うこともできる。
遠距離攻撃
特定のアムギアを装備時に戦術画面で遠距離のサーチエリアが表示されそこに敵を捉えると一方的にダメージを負わすことができ、攻撃した敵の注意をこちらに向けることができる。
武装（アムギア）
操作するユニットには基本武装である格闘と自由に選択するメインギア3種類とバックパックギア1種類を装備できる。DXセットは枠を全て使い装備するものでそれぞれのキャラクター毎の専用装備となっている。格闘攻撃以外はアムエネルギーを消費して攻撃を行う。装備の切り替えは△ボタンで戦術画面、バトルパート共に切り替えが可能。
AE（アムエネルギー）
武器を扱う燃料値。戦術画面、バトルパート共に自然回復する。最大値はレベルに依存しレベルがあがれば最大値が増える。アムギアはAEがなければ使用できない。最大3つまで所持できるAEタンクで全回復できる
バジェット（資金）
ミッションクリア後にミッション評価で戦闘でのポイントが換算され入手できる。また敵の撃破でも入手できる。主に武器購入代に使う。評価内容は敵をどれだけ倒したか、どれだけ早くミッションをクリアしたか、護衛目標をきちんと守れたかなどが評価され、僚機の撃破やゲームオーバー時に再戦を選んだ際にマイナス評価が付く。
インパクト攻撃/グランインパクト攻撃
攻撃によりたまるインパクトゲージがあり、満タンの時、特定のアムギアはそれを消費して強力な攻撃が繰り出せる。グランインパクト攻撃はDXセットを装備時に発動可能で必中で強力な攻撃を敵に当てることができる。これで敵を倒すとそれぞれインパクトフィニッシュ、グランインパクトフィニッシュとなり、ミッション評価にボーナスが付く。
バイザー
ミッション中一度だけ呼び出せる強力なアムギア。戦術画面ではビークルモードで移動力が増え、攻撃時にはブリガンディモードとなり、装甲値が上昇してバイザー毎に専用のアムギアを駆使して戦う。制限時間が設けられており30秒しかバトルパートでは使用できない。バイザー時にはAEの消費はなく、AEが全回復する。ストーリーが進めば入手できるがそのままでは使用できず、バジェットを支払わなければ装備できない。

## 登場人物

### プレイアブルキャラ
戦闘に参加するメイン5人の人物達。プレイヤーユニットとして選べる
ジェナス・ディラ
声-鯨井康介
熱血系のまっすぐで義理人情に篤い性格。通称ジェナ。アムドライバーであることに強い誇りとこだわりを持ち本当のヒーローとしての信念を持つ。ピュアアムドライバーの代表格。ピープルを助けるために立ち上がり、真実を追い求める。ソードを扱った格闘戦が得意。
ラグナ・ラウレリア
声-松風雅也
ジェナスとコンビを組むガンナー。外国語を交えた特徴的な話し方をする。お調子者で目立ちたがり屋だがスナイパーとして一流の腕を持つ。俗っぽいところはあるが現実を見る目はある。ガン系のギアを得意とする。
セラ・メイ
声-水野理紗
ジェナス達とは同期の間柄。冷静でかつ優等生で普段の態度は厳しいが本当は優しく泣き虫な性格だった。バグシーンによって殺された亡き兄の真相を追い求めながらジェナス達と行動を共にする。やや射撃よりの装甲は若干低めでスピードがやや速いバランスタイプ
シーン・ピアース
声-遊佐浩二
かつて人気No1アムドライバーとしてもてはやされていた実力者だがジャスティスアーミーの戦いの折、対人戦に恐怖を覚え挫折しかける。だがプライドを捨て一人のアムドライバーとして再起。ジェナス達の純粋さと実力を認め協力する。格闘も射撃もこなすことができるトータルバランスに優れる。
ダーク・カルホール
声-小川輝晃
ベテランアムドライバーで豪快でパワフルな戦いを得意とする。先輩としてジェナス達に厳しくも優しく接している兄貴分。装甲が高く格闘戦を得意とする。

### パートナー専用キャラ
戦闘には参加するがプレイヤーユニットとして選べない人物達
イヴァン・ニルギース
声-小嶋一成
冷静沈着で尊大な態度に見合うだけの実力を持つ謎の組織をバックに付けた男。彼の兄はアムドライバーの開発者の一人だったが突如として暗殺されてしまい、復讐と謎の真実を解明するためにジェナス達に協力している。ガン・ザルディとは旧知の仲である。
シャシャ
声-myco
ジェナスに興味を抱き時折姿を現す謎の少女。自由奔放で行動力のある変わった女の子であり誰であろうと彼女つなぎとめることはできないと言われている

### サブキャラクター
戦闘には参加しないがイベントで登場する人物達
ジョイ・レオン
声-豊永利行
ジェナス達をサポートするローディと呼ばれるメカマン。若いながら技術も一級品で仕事が速い。
マリー・ファスティア
声-本多知恵子
フリーのジャーナリスト。情報面でのジェナス達をサポートする。
ニック・キーオ
声-西前忠久
マリーの相棒のカメラマン。同じく情報面でのサポートを行う
タフト・クレマー
声-千葉一伸
ダークとコンビを組むアムドライバーだが諸事情で別行動を取る。常に奇行と奇声を発するが実力は確かなものである。
パフ・シャイニン
声-笠原弘子
女性アムドライバーの中でトップクラス実力を持つ。かつてはシーンと人気を二分していたほど。男勝りでかつ分からず屋と気が強い。女性陣からよく慕われている姉貴分である。
ジュリ・ブルーム
声-鮭延未可
双子のアムドライバーの姉。右ポニーテールの方でツッコミ担当。政府側の重要拠点で情報収集を行っていたジャスティスアーミーの襲撃に会うが・・・
ジュネ・ブルーム
声-小林晃子
双子のアムドライバーの妹。左ポニーテールの方でボケ担当。ジャスティスアーミーの襲撃を受け重要拠点から輸送機による脱出をサポートし脱出するが・・・
ランディ・シムカ
声 - 堀内賢雄
政府側のナンバー2の要人であり、ジェナス達の上司に当たる人物。ピープルからの支持を得るために一大作戦を決行しようとするが・・・
ジン・クロス
声-竹本英史
ジェナス達を除くと政府側に残る数少ない実力を持ったアムドライバー。ランディ・シムカから自らの自由の効かないジェナス達に代わってヒーローへと仕立て上げようと提案される。
ガングリッド・ディグラーズ
声-岩崎征実
反政府側のジャスティスアーミーに付いた男。並外れた闘争心を持った戦闘狂。とある作戦の為と政府側の作戦を崩すために政府側重要拠点へと強襲する
ネオケケ
声-西前忠久
ディグラーズが自作した梟型メカで相棒
ガン・ザルディ
声-小杉十郎太
初代アムドライバー。その実力を持って過去から現在に至るまで歴代最強と評されていたが突如として引退し行方をくらませていた。真実を追い求めていたジェナス達に会い、戦争を終わらせるために既存の技術を遥に超える超技術である「ZEAM」のデータが入ったピースの捜索をジェナス達に依頼するが・・・

## テーマ曲
オープニング曲「Ready?」
作詞・作曲 - 大浦祐一 / 編曲 - 古池孝浩 / 歌 - 鯨井康介（ジェナス・ディラ）（コナミメディアエンタテインメント）